# Arthur Harnden
Arthur Harold Harnden (ur. 20 maja 1924 w Yoakum, zm. 30 września 2016 w Corpus Christi) – amerykański lekkoatleta specjalizujący się w biegach sprinterskich, złoty medalista letnich igrzysk olimpijskich w Londynie (1948) w sztafecie 4 × 400 metrów.

## Życiorys
Podczas II wojny światowej służył w Eighth Air Force. Odbył 22 loty bojowe nad Niemcami. Po wojnie studiował na Texas A&M University.
Zajął 2. miejsce w biegu na 400 metrów na akademickich mistrzostwach Stanów Zjednoczonych (NCAA) w 1948.
Na igrzyskach olimpijskich w 1948 w Londynie startował tylko w sztafecie 4 × 400 metrów, w której zdobył złoty medal (biegł na 1. zmianie, a następnie Clifford Bourland, Roy Cochran i Mal Whitfield).

## Rekordy życiowe
- bieg na 400 metrów – 47,3 s – 10 lipca 1948[2]